# Купновиці Нове (ґміна)
Ґміна Купновиці Нове — колишня (1934—1939 рр.) сільська ґміна у Рудківському повіті Львівського воєводства Польської республіки (1918—1939) рр. та у Крайсгауптманшафті Лемберг-Ланд Дистрикту Галичина Третього Райху (1941—1944 рр.). Центром ґміни було село Купновичі Нові.
1 серпня 1934 р. було створено ґміну Купновиці Нове в Рудківському повіті. До неї увійшли сільські громади: Бложев Дольна (Блажів), Ваньковіце (Ваньковичі), Вощаньце (Вощанці), Канафости, Кнігиніце (Княгиничі), Косьцєльнікі (Костильники), Кропєльнікі (Кропильники), Купновиці Нове (Купновичі), Купновіце Старе (Купновичі), Ляшкі Завьонзане (Зав'язанці), Ніговіце (Ніговичі), Острув (Острів), Роздзяловіце (Роздільне), Шептице (Шептичі)
У 1934 р. територія ґміни становила 73,6 км². Населення ґміни станом на 1931 рік становило 8 904 особи. Налічувалось 1 591 житловий будинок.
Національний склад населення ґміни Купновиці Нове на 01.01.1939:
| село            | населення | українці-грекокатолики | українці-латинники | євреї  | німці  | поляки |
| --------------- | --------- | ---------------------- | ------------------ | ------ | ------ | ------ |
| Болозва Долішня | 570       | 565                    | 5                  |        |        |        |
| Ваньковичі      | 680       | 640                    | 10                 | 20     |        | 10     |
| Вощанці         | 1000      | 970                    | 10                 | 20     |        |        |
| Канафости       | 520       | 520                    |                    |        |        |        |
| Княгиничі       | 570       | 560                    |                    | 10     |        |        |
| Костільники     | 580       | 580                    |                    |        |        |        |
| Кропильники     | 490       | 490                    |                    |        |        |        |
| Купновичі Нові  | 270       | 30                     |                    | 10     | 230    |        |
| Купновичі Старі | 1000      | 980                    |                    | 20     |        |        |
| Ляшки Зав’язані | 1410      | 1340                   | 45                 | 10     | 5      | 10     |
| Ніговичі        | 550       | 510                    |                    | 35     |        | 5      |
| Острів          | 670       | 570                    | 70                 | 30     |        |        |
| Розджаловичі    | 810       | 785                    | 5                  | 20     |        |        |
| Шептичі         | 530       | 470                    | 20                 | 30     |        | 10     |
| Загалом         | 9650      | 9010                   | 165                | 205    | 235    | 35     |
| Відсотки        | 100 %     | 93,37 %                | 1,71 %             | 2,12 % | 2,44 % | 0,36 % |

Відповідно до Пакту Молотова — Ріббентропа 28 вересня територія ґміни була зайнята СРСР. Ґміна ліквідована 17 січня 1940 р. у зв'язку з утворенням Рудківського району.
Гміна (волость) була відновлена на час німецької окупації з липня 1941 р. до липня 1944 р. Зі складу ґміни передано до утвореної ґміни Рудки села Вощанці та Шептичі, натомість передано з ліквідованої ґміни Конюшкі Сємяновскє села Загір’я, Чернихів і Конюшки-Семенівські.
На 1.03.1943 населення ґміни становило 9 322 особи..
Після зайняття території ґміни Червоною армією в липні 1944 р. ґміну ліквідовано і відновлений поділ на райони.